# 滿化
滿化，即是满洲化、满族化，主要是指由後金建立至清末民初，漢族、蒙古族等非滿族群接受滿族文化，產生文化同化及文化認同的現象。
在清朝建立後，其統治下中国东北地区（包括漢地遼東）的漢族及其他非滿民族等皆受到滿族同化，成為滿族一份子。清軍入關後更將漢地全境纳入統治，漢族無論是權貴或平民，皆被迫改為滿族髮型，改穿滿人服飾，也是滿化的特徵之一。直到民國時，仍有漢族人認同滿族文化，以满人自居，滿族文化對於中國留下很深的影響。

## 概論
16世纪末，努尔哈赤起兵，统一女真各部，建立后金政权。随即努尔哈赤及其子孙在与明朝的征战过程中不断俘虏汉人百姓，招降汉族官员，可以用“数以百万计”计算。“俘获的汉人沦为汗、贝勒和八旗官将的包衣，其中一部分人被编入包衣佐领，分隶八旗，称为‘包衣旗人’。清军入关后，特别是在消灭明朝残余势力，镇压农民军的过程中，满族王公贵族掠夺了大量汉人，“诸王将军大臣于攻城克敌之时……多将良民子女，或借名通贼，或将良民庐舍焚毁，子女俘获，财物攘取。”加之清军入关后，强迫汉人剃发易服，投充满人，这些汉人都成为满族王公贵族的包衣，他们或在庄园耕作，或作为家奴为满族王公贵族服务。康熙平定三藩后，又扩大了汉军八旗的编制，汉军八旗，特别是包衣旗人在清朝存续期间逐渐“满化”，遵从满俗，改从满姓等，他们的后裔很多人在中華人民共和國建立后自报满族，成为满族人。晚清时期，不少汉军旗人，效仿满洲旗人习俗，不使用姓氏，仅称名字，如寿山、裕庚。他们的后代亦如满洲旗人后代一样，使用随名姓，而非原来的汉姓。
到清朝末年，这些汉人在政治立场和民族意识中已然彻底满族化。清朝结束后，他们仍以满人自居，并且认定自己的民族身份是满族，例如明末清初投降後金的漢人尚可喜，其家族後人在現代自認為滿族。

### 政策導向
清初被掠的汉人有的自幼就与满人紧密联系，这些人在语言上逐渐满化，根据《广阳杂记》记载：“满洲掠去汉人子女，年幼者习满语纯熟，与直女真无别”说明他们在语言上彻底满洲化。
清朝统治者强调八旗为国家之根基，而“国语骑射，乃满洲之根本，旗人之要务。”除了满洲八旗子弟重视“国语骑射”外，统治者规定八旗汉军子弟亦习国语，练骑射，纳入满洲规范，这在政策上促使汉人满洲化。
清廷规定，汉军官员被引荐时，必须用满语回答皇帝的问话，光绪十三年（1887）诏谕：“向来汉军人员引见，应口奏清语履历”，并强调“汉军世历旗籍，国语理宜熟谙，嗣后引见人员，务当遵照向例，口奏清语履历，毋得再有违误。”

### 原因
努尔哈赤起兵后，被俘虏或归降的汉族人，他们成为最早与满人相处的汉族人，也是最早满化的汉人。而清军入关前后随着满族上升为统治民族，其社会地位的优越性凸显出来，加之清朝统治者一再强调八旗是国家之根本，在政策上有许多优待，如科举考试、为官的途径、八旗的土地、八旗的抚恤，甚至在法律上也是旗（八旗子弟）民（汉民）有别。这对于原明朝汉族官民有很大的诱惑力，他们纷纷入旗，以寻求享受与满洲八旗子弟同等的待遇，比如占有满洲官缺及满洲名额参加科举考试等。